# Batalla de Misique
El 243, l'emperador Gordià III va reprendre les ciutats romanes de Hatra, Nísibis i Carres a l'imperi Sassànida després de derrotar-los a la batalla de Resena. Què va passar després no és clar: les fonts perses afirmen que Gordià III va ser derrotat i assassinat a la batalla de Misique, per Sapor I, segons l'escultura i inscripció trilingüe de Naqsh-e Rostam, que data la batalla entre el 13 de gener i el 14 de març del 244. Les fonts romanes, però, esmenten aquesta batalla com un revés insignificant. Per a commemorar la victòria la ciutat va ser rebatejada amb el nom de Peroz-Sapor ('Victoriós (és) Sapor'), avui Falluja (Iraq).